# Claude-Adrien Helvétius
Claude Adrien Helvétius, född 26 februari 1715 i Paris, död 26 december 1771 i Paris, var en fransk upplysningsfilosof, pedagog och skriftställare. Helvétius tillhör de tidiga utilitaristiska filosoferna, och bidrog också till uppkomsten av socialismen som teori.

## Biografi
Claude Adrien Helvétius föddes i en släkt av idel livläkare och hovmän. Ursprungligen hette de Schweitzer (schweizarna), men detta latiniserades till Helvétius; se Helvetia. Fadern var livläkare åt drottning Marie Leszczyńska, och hon ordnade så att den unge Claude Adrien fick statlig tjänst. Efter en ungdom då han sökte alla de jordiska nöjen som fanns att tillgå, började han så småningom söka sig till intellektuella kretsar, påverkad av framgångarna som Pierre Louis Maupertuis, Voltaire, och Montesquieu hade rönt. Han gifte sig med Anne-Catherine de Ligniville, som i fem årtionden hade en av upplysningens främsta litterära salonger. 

## Verk
Helvétius arbete De l'esprit (1758) väckte stort uppseende och förvärvade honom inom flera kretsar mycket beröm som den som där "uttalat all världens hemlighet", men även förföljelser från makthavarnas sida. Parlamentet lät 1759 offentligen bränna det, och den fördömdes dessutom enhälligt av Kyrkan och Sorbonne. De huvudsakliga impulserna till Helvétius filosofi hämtades från John Locke. Av hans samtid anklagades han för att sakna originalitet, så till exempel av Voltaire och Friedrich Melchior von Grimm; den senare menade att han tagit idéerna från Diderot. Titeln, De l'esprit, visar att han försökte konkurrera med Montesquieu, vars De l'esprit des lois utkommit tio år tidigare.
Helvétius tillhörde de så kallade encyklopedisterna, och var en utpräglad materialist. Hans utgångspunkt i detta var Condillac. Allt vårt medvetandes innehåll stammar, lärde han, ytterst från de sinnliga varseblivningarna, vilka åter förskriver sig från de intryck tingen gör på våra sinnen. Dessa intryck kvarblir sedan som bilder i minnet. Begreppen är ingenting annat än det gemensamma i dessa bilder eller deras förhållanden sinsemellan. Därigenom antog han i Lockes efterföljd synsättet att människans medvetande vid födseln är en tabula rasa, och att miljön, fostran och utbildning enbart är vad som danar olikheterna mellan individer. Några medfödda skillnader mellan individer förelåg inte, menade han.
Sin största betydelse har Helvétius i etiskt avseende, där han brukar föras till utilitarismen. Något i sig själv gott och rätt, lärde han, finns inte. Inte heller vill han godkänna de skotska moralfilosofernas lära om en särskild sympatisk tendens hos människan. Fäster vi någon gång avseende även vid andras väl, så är orsaken till detta i själva verket att vårt eget väl är beroende av detta. 
Dessutom finns hos människan en "passion att gagna sin nation". Denna passion bör staten söka befordra genom belöningar för allmännyttiga handlingar. I själva verket är dock egoismen det enda egentliga motivet för vårt handlande. Det egna intresset eller behovet driver människan till handling, och hennes åsikt om en saks godhet eller ondska beror på den sakens förhållande till detta hennes behov. Vad som är dygd och vad som är last beror på förhållandena och på genom dem uppkomna inrotade vanor. Då lagstiftaren utövar ett mäktigt inflytande på dessa vanors uppkomst och odling, blir det i själva verket han som avgör om rätt och orätt. Därför finns enligt Helvétius inte heller någon annan religion eller moral än allmänt väl. 
Ett år efter hans död utkom hans skrift De l’homme de ses facultés et de son éducation (1772-86), som utgör omarbetning och närmare utförande av hans förut nämnda arbete. I denna pedagogiska skrift framställer han tanken att via skolan skall vetenskapen och demokratin manipulera befolkningen genom en "beteendeteknologi" mot samhällsnyttans mål, vilket skulle åstadkommas om egoismen styrdes åt önskat mål i ett belöningssystem. "Allt kan ordnas genom uppfostran" menade han.
Hans Oeuvres completes utgavs i 4 band av hans lärjunge Jean-François de Saint-Lambert, 1792. Postumt utkom även dikten Le Bonheur. Helvétius fick i första hand inflytande på Jeremy Bentham, John Stuart Mill, Cesare Beccaria och socialistiska teorier som bildades efter hans levnad.

## Utmärkelser
Asteroiden 6972 Helvetius är uppkallad efter honom.